# Constantin von Alvensleben
Reimar Constantin von Alvensleben (26 de agosto de 1809 - 28 de marzo de 1892) fue un general prusiano (y más tarde imperial alemán).
Nacido en Eichenbarleben en la Provincia de Sajonia, Alvensleben entró en la Guardia Prusiana desde el cuerpo de cadetes en 1827. Se convirtió en teniente primero en 1842, capitán en 1849, y mayor del Estado Mayor General en 1853, cuando después de siete años pasó al Ministerio de Guerra. Poco después fue promovido a coronel, y comandó el regimiento de infantería de Guardia hasta 1864, cuando se convirtió en mayor-general después de la segunda guerra de Schleswig.
Alvensleben comandó una brigada de guardias en la guerra austro-prusiana de 1866. En la acción de Soor (Burkersdorf) el 28 de junio, se distinguió en gran medida, y en la batalla de Königgrätz donde lideró la guardia avanzada del Cuerpo de Guardias, su energía e iniciativa fueron aún más conspicuas. Poco después sucedió en el mando de su división al General Wilhelm Hiller von Gärtringen, tras caer en batalla; fue promovido a teniente-general, y retuvo este mando después de concluir la paz, recibiendo además la orden Pour le Mérite por sus servicios.
En 1870, al estallar la guerra franco-prusiana, Alvensleben sucede al Príncipe Federico Carlos en el comandamiento del III Cuerpo de Ejército, que formaba parte del 2.º Ejército alemán. Sin embargo, sus decisiones cuestionables con ataques sin consideración en Vionville-Mars-la-Tour, resultaron en graves pérdidas. Poco antes de su muerte en 1892 fue nombrado caballero de la Orden del Águila Negra.
El Regimiento de Infantería N.º 52 prusiano en Cottbus fue nombrado von Alvensleben en su honor.

## Honores
- Reino de Prusia:
  - Caballero de la Orden del Águila Roja, 4.ª Clase con Espadas, 1849; 1.ª Clase con Hojas de Roble, 16 de junio de 1871[2]
  - Caballero de la Orden de la Corona Prusiana, 2.ª Clase, 3 de septiembre de 1863[2]
  - Pour le Mérite (militar), 20 de septiembre de 1866;[2] con Hojas de Roble, 31 de diciembre de 1870[3]
  - Cruz de Hierro (1870), 1.ª y 2.ª Clases en Banda Negra[4]
  - Caballero de la Orden del Águila Negra, 12 de enero de 1892[5]
- Ducados Ernestinos: Comandante de la Orden de la Casa Ernestina de Sajonia, 1.ª Clase, abril de 1859[6]
- Imperio ruso: Caballero de la Orden de San Jorge, 3.ª Clase, 27 de diciembre de 1870[7]